# Daily Express
The Daily Express és un diari generalista tabloide del Regne Unit. És el principal valor de l'empresa Express Newspapers, que depèn de Northern & Shell, propietat exclusiva de Richard Desmond. Va ser publicat per primera vegada en format llençol el 1900 per Arthur Pearson. El desembre del 2016 va tenir una difusió mitjana diària de 391.626. La seva germana The Sunday Express es va crear el 1918. Express Newspapers també publica els diaris de premsa groga Daily Star i Daily Star Sunday.
El diari va ser adquirit per Richard Desmond el 2000. Hugh Whittow ha estat director del diari des del febrer del 2011. La postura de l'editorial del diari és propera al Partit de la Independència del Regne Unit (UKIP).